# Stanisław Leśniewski
Stanisław Leśniewski [sta'ɲiswaf lɛ'ɕɲɛfski] (Serpukov, 30 de março de 1886 — Varsóvia, 13 de maio de 1939) foi um filósofo e matemático polonês. Sua principal contribuição foi a construção de três sistemas formais aninhados, aos quais ele deu os nomes derivados do grego de prototética, ontologia e mereologia.
Stanisław Leśniewski nasceu na Rússia, originário de uma família polonesa. Seu pai trabalhou como engenheiro de estradas de ferro para o Império Russo e morou em diversos lugares. Por isto Leśniewski foi para a escola em Irkutsk.
Leśniewski estudou matemática e Filosofia. Frequentou aulas de Hans Cornelius sobre filosofia em Munique e de Wacław Sierpiński na Universidade de Lviv sobre matemática. Seu orientador de doutorado lá foi Kazimierz Twardowski, fundador da Escola Lviv-Varsóvia de lógica, da qual foi depois um dos lideres, juntamente com Jan Lukasiewicz.
Na Guerra Polaco-Soviética Leśniewski trabalhou para o Estado-Maior polonês como analista de códigos, a fim de desvendar os códigos utilizados pela União Soviética.
Foi membro da Escola de Matemática de Varsóvia.
Em 1919, com a nova fundação do estado polonês, Leśniewski obteve uma cátedra de filosofia da matemática na Universidade de Varsóvia.  

## Obras
- Über Funktionen, deren Felder Gruppen mit Rücksicht auf diese Funktionen sind, Fundamenta Mathematicae, XIII:319-332, 1929.
- Grundzüge eines neuen Systems der Grundlagen der Mathematik, Fundamenta Mathematicae, XIV:1-81, 1929.
- Über Funktionen, deren Felder Abelsche Gruppen in bezug auf diese Funktionen sind, Fundamenta Mathematicae, XIV:242-251, 1929.